# Mühldorf (Carinthie)
Pour les articles homonymes, voir Mühldorf.
Mühldorf est une commune autrichienne du district de Spittal an der Drau en Carinthie.